# رولف بلاو
رولف بلاو (بالألمانية: Rolf Blau)‏ هو لاعب كرة قدم ألماني، ولد في 21 مايو 1952. شارك مع منتخب ألمانيا تحت 21 سنة لكرة القدم. أما مع النوادي، فقد لعب مع نادي بوخوم ونادي سانت باولي ونادي هرتا برلين وهانوفر 96.

## وصلات خارجية
- رولف بلاو على موقع قاعدة بيانات كرة القدم.إي يو (الإنجليزية)
- رولف بلاو على موقع بيانات كرة القدم. دي إي (الألمانية)
- رولف بلاو على موقع عالم كرة القدم.نت (الإنجليزية)